# Royaume nabatéen
Cet article court présente un sujet plus développé dans : Nabatéens.
IVe siècle av. J.-C. – 106
Entités précédentes :
- Royaume de Qédar

Entités suivantes :
- Empire romain

Le royaume nabatéen (en arabe : المملكة النبطية), également nommé Nabatea, était un État politique des Nabatéens durant l'Antiquité classique.
Il s'étendait au sud le long de la côte de la mer Rouge jusqu'au Hedjaz, et au nord jusqu'à Damas, qu'il contrôla pendant une courte période (85-71 av. J.-C.).
Le royaume nabatéen contrôlait de nombreuses routes commerciales de la région, amassant de grandes richesses et suscitant l'envie de ses voisins. 
Nabataea est restée indépendante du IVe siècle av. J.-C. jusqu'à son annexion en 106 apr. J.-C. par l'Empire romain, qui l'a rebaptisée Arabia petraea.
Sa capitale était Pétra.

## Histoire

### Naissance et développement du royaume
Arétas Ier (vers 168 avant notre ère) est le nom du premier roi nabatéen connu.

### Annexion romaine

Carte de l'Empire romain, à son apogée, montrant le territoire des conquêtes nabatéennes de Trajan en rouge.

En 106 apr. J.-C., sous le règne de l'empereur romain Trajan, le dernier roi du royaume nabatéen Rabbel II Soter est mort. Cela pourrait avoir motivé l'annexion officielle de Nabatea à l'Empire romain, mais les raisons officielles et la manière exacte de l'annexion sont inconnues. Certaines preuves épigraphiques suggèrent une campagne militaire, commandée par Cornelius Palma, le gouverneur de Syrie. Les forces romaines semblent être venues de Syrie et aussi d'Égypte. Il est clair qu'en 107 apr. J.-C., des légions romaines étaient stationnées dans la région de Petra et de Bosra, comme le montre un papyrus trouvé en Égypte. Le royaume a été annexé par l'empire pour devenir la province d'Arabia Petraea. Le commerce semble s'être largement poursuivi grâce au talent intact des Nabatéens pour la négoce. Sous Hadrien, le limes Arabicus ignore la majeure partie du territoire nabatéen et s'étend vers le nord-est à partir d'Aila (l'actuelle Aqaba) à la tête du golfe d'Aqaba. Un siècle plus tard, sous le règne de Sévère Alexandre, l'émission locale de monnaie prit fin. On ne construisit plus de tombes somptueuses, apparemment en raison d'un changement soudain des habitudes politiques, comme une invasion par la puissance néo-persane de l'Empire sassanide.
La ville de Palmyre, qui a été pendant un temps la capitale de l’empire palmyrénien dissident, a pris de l'importance et a attiré le commerce arabe loin de Petra,.

## Géographie

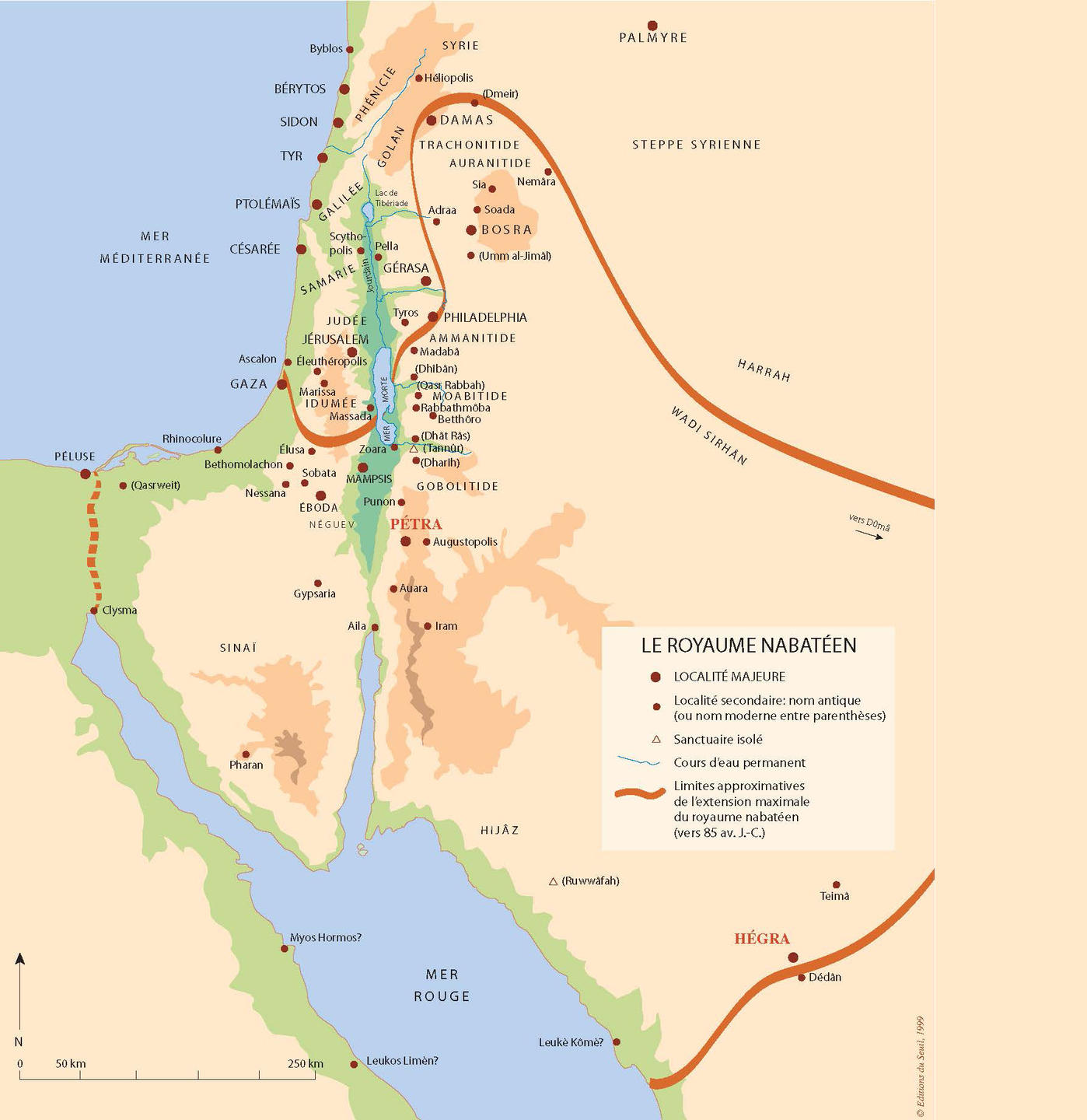
Le royaume oublié Nabatéen

Le royaume nabatéen était situé entre la péninsule arabique et la péninsule du Sinaï. Son voisin du nord était le royaume de Judée, et son voisin du sud-ouest, l'Égypte ptolémaïque. Sa capitale était la ville de Ramqu en Jordanie, et il comprenait les villes de Bosra, Mada'in Saleh (Hegra) et Nitzana.
Raqmu, aujourd'hui appelée Petra, était une riche ville commerçante, située à la convergence de plusieurs routes commerciales importantes. L'une d'entre elles était la route de l'encens, basée sur la production de myrrhe et d'encens dans le sud de l'Arabie, et passait par Mada'in Saleh pour aboutir à Pétra. De là, les aromates étaient distribués dans toute la région méditerranéenne.